# Beavercreek, Oregon
Beavercreek là một ấp trong Quận Clackamas, Oregon, Hoa Kỳ. Nó nằm cách Oregon City khoảng 4 dặm Anh về hướng đông nam.

## Lịch sử
Theo sách Các địa danh Oregon, tên "Beaver Creek" đầu tiên được dùng cho một học khu trong vùng này vào đầu thập niên 1850. Nó được đặt tên của con lạch chảy qua cộng đồng và vào Sông Willamette. Một trạm bưu điện hoạt động với nhiều tên khác nhau tại địa phương cho đến năm 1922 khi tên đổi thành Beavercreek mà vẫn còn được dùng ngày nay. Mã bưu điện của Beavercreek là 97004.

### Thành lập ấp
Mùa hè năm 2006, công dân của Beavercreek đã bỏ phiếu thành lập ấp đầu tiên của Oregon. Đây là một hệ thống bán chính quyền tồn tại ở Oregon. Một cuộc điều trần cuối cùng của hội đồng ủy viên quận về việc thành lập ấp đã diễn ra vào tháng 9 năm 2006 và chính thức công nhận cộng đồng là Ấp Beavercreek. Ấp tổ chức các cuộc họp cộng đồng hàng tháng tại Đại sảnh Beavercreek Grange, trừ các cuộc họp quý có thể được tổ chức tại những nơi khác để có đủ chỗ ngồi; thường thường thì Trường Tiểu học Beavercreek được sử dụng.

## Các cư dân nổi tiếng
- Jeff Gillooly
- Tonya Harding [3]
- Ava Helen Pauling [4]